# Aethes kasyi
Aethes kasyi is een vlinder uit de familie bladrollers (Tortricidae). De wetenschappelijke naam is voor het eerst geldig gepubliceerd in 1962 door Razowski.
De soort komt voor in Europa.